# Depressive black metal
Il depressive black metal è un sottogenere del black metal. È probabilmente il sottogenere più cupo del black metal e si distacca abbastanza dallo stile classico, non solo per le caratteristiche sonore, ma soprattutto per le tematiche incentrate su depressione, desolazione, tristezza, sofferenza personale e anche suicidio, in un contesto teatrale e spesso poetico (sebbene esistano anche esponenti giunti realmente al suicidio). 

## Storia
È difficile ricostruire la storia del genere; se è vero che agli inizi degli anni novanta nasceva (in Scandinavia) il black metal, è difficile dire però quale sia stato il vero precursore di questo genere.
Alcuni fanno risalire una possibile origine alla one man band Burzum, grazie all'album del 1993 denominato Det som engang var (questo album non è ascrivibile al depressive black metal, ma propone comunque un suono più cupo e opprimente rispetto alle produzioni del tempo); altri, invece, attribuiscono la creazione del genere ai norvegesi Forgotten Woods, che tuttavia risultano ancora molto legati al sound classico del black e al thrash metal. Un'altra formazione spesso citata sono gli svedesi Abruptum con il loro primo album Obscuritatem Advoco Amplectere Me, nel quale il cantante si esibisce in urla disumane, in quanto si dice che i membri della band, presumibilmente, si torturassero e ferissero a vicenda mentre registravano in studio (ma tale ipotesi non è mai stata ufficialmente confermata). Questi ultimi vengono spesso ricollegati al depressive black metal più per l'istinto autolesionista che per lo stile musicale.
Alcuni dei gruppi facenti parte della scena scandinava del depressive black metal di metà anni novanta sono gli Shining e i Silencer.
Oltre alla corrente scandinava, vi è una seconda scena regionale del genere: Les Légions Noires in Francia, le quali band proposero un black metal dai tempi più dilatati e malinconici, sicuramente lontano dalla classica scuola scandinava. Tra le band più importanti di questa scena regionale ci sono i Celestia, i Mortifera, i Nocturnal Depression e gli olandesi Urfaust.
Tra i gruppi più importanti del genere si possono citare gli Shining, i piacentini Forgotten Tomb, Psychonaut 4, Nortt, Xasthur, Leviathan e Lifelover.

## Stile musicale
Caratteristiche spesso ricorrenti, che accomunano il genere con il black metal classico, sono l'uso dello screaming, suoni taglienti caratterizzati da distorsioni sui toni alti, registrazione spesso volutamente lo-fi e atmosfere solitamente cupe e claustrofobiche.
Tuttavia esistono molte eccezioni e varianti: gruppi come gli statunitensi Judas Iscariot e Leviathan hanno un sound molto aggressivo, dove i riff taglienti propri del black metal lasciano spazio a giri di chitarra opprimenti e oscuri. Altri gruppi, per lo più quelli europei, con l'evoluzione del genere hanno introdotto suoni più vicini al doom metal e elementi melodici come pianoforte e chitarra acustica.

## Testi
Mentre il black metal classico incentra i testi sul paganesimo, la misantropia e il nichilismo, nel depressive black metal tutti i temi di natura più introspettiva come l'oscurità, la natura, la riflessione filosofica, il pessimismo, l'amore, la depressione e il suicidio vengono portati all'estremo ed esasperati. Queste tematiche non sono del tutto assenti nel black metal classico, ma passano spesso in secondo piano.
Esiste un sottogenere lirico del depressive black metal: il depressive suicidal black metal, spesso abbreviato in DSBM. Le band appartenenti a questa corrente sviluppano unicamente il tema del suicidio.